# Laylat al-Qadr
Laylat al-Qadr o Notte del destino (in arabo لَيْلَةُ الْقَدْرِ‎?) è una delle notti della fine del mese del Ramadan considerato benedetto dai musulmani.
La Notte del Destino è nelle ultime dieci notti del mese di Ramadan, un giorno particolare. Tra i sunniti secondo i sapienti si trova durante il 21ª, 23ª, 25ª, 27ª o la 29ª notte ma non è una cosa certa; tra gli sciiti, durante la 19ª, 21ª o la 23ª notte. La data precisa non è determinabile e le devozioni avvengono nelle diverse notti.
I cinque versi della 97ª Sura, al-Qadr (il Destino), sono dedicati alla Notte del Destino:
Durante quella notte, secondo la tradizione sunnita, il Corano fu rivelato a Maometto dall'angelo Gabriele (Jibrīl o Jibrā'īl). Nello sciismo, è legato alla discesa della scienza sull'Imam. Questa notte è considerata benedetta dai musulmani, che devono fare invocazioni, preghiere, recitare il Corano e chiedere perdono sincero per i peccati commessi.

## Origini
Lo studio dell'etimologia d'origine siriaca di alcuni termini del Corano consente un altro approccio. Il vocabolario usato nella 97ª sura parlando della notte del destino – "shahr" significa "vigilia notturna" in siriaco – si associa al campo della liturgia natalizia. Essa avrebbe evocato la discesa di Gesù e non del Corano. È supportato da molti ricercatori tra cui Moezzi, Lüling e Shoemaker.

## Nel sunnismo
Durante quella notte, secondo la tradizione sunnita, il Corano fu rivelato a Maometto dall'angelo Gabriele (Jibrīl o Jibrā'īl). Questa interpretazione è anche menzionata nella 44ª Sura, chiamata Ad-Dukhan, nei versi 2-4:
Per Guillaume Dye, che difende un'origine cristiana della notte del destino, l'associazione con la sura 44 appare durante la composizione del Corano come nel libro o più tardi. Per Hawting, c'è una connessione tra questa notte e la festa di Pentecoste (Shavuot) caratterizzata da una lettura notturna della Torah.
Secondo Emmanuelle Stefanidis, la notte evocata nella Sura 44 ricorda l'antica idea che le decisioni - specialmente per coloro che vanno a morire - e i decreti divini per l'anno successivo fossero scritti in un libro celeste.
Questa notte è una notte di festa ed è l'occasione per le preghiere notturne. In Algeria, gli studenti delle madrase recitano il Corano.
Secondo una tradizione marocchina, i Jinn sono:
.

## Nello sciismo
I musulmani sciiti individuano Laylat al-Qadr nelle ultime dieci notti del Ramadan, ma specialmente nella 19ª, 21ª o 23ª del Ramadan, la 23ª è la notte più importante. Il 19°, secondo l'attuale credo sciita, coincide con l'assassinio di Ali nella Grande Moschea di Kufa. Per Mohammad Ali Amir-Moezzi, questo approccio non è presente nell'antico sciismo.
Nello sciismo, il Corano evoca la discesa "della scienza ispirata" dell'imam e le rivelazioni agli imam. Questa comprensione si basa su una tradizione degli hadith.
Un libro di Ibn al-Harīš (IX secolo) sul Laylat al-Qadr è fondamentale per lo "Sciismo Esoterico" (bātinī).

## Calendario
- 27 febbraio 1995 (1415)
- 17 febbraio 1996 (1416)
- 5 febbraio 1997 (1417)
- 26 gennaio 1998 (1418
- 15 gennaio 1999 (1419)
- 4 gennaio 2000 (1420)
- 23 dicembre 2000 (1421)
- 12 dicembre 2001 (1422)
- 2 dicembre 2002 (1423)
- 22 novembre 2003 (1424)
- 10 novembre 2004 (1425)
- 31 ottobre 2005 (1426)
- 20 ottobre 2006 (1427)
- 9 ottobre 2007 (1428)
- 27 settembre 2008 (1429)
- 17 settembre 2009 (1430)
- 6 settembre 2010 (1431)
- 27 agosto 2011 (1432)
- 15 agosto 2012 (1433)
- 5 agosto 2013 (1434)
- 25 luglio 2014 (1435)
- 14 luglio 2015 (1436)
- 2 luglio 2016 (1437)
- 22 giugno 2017 (1438)
- 11 giugno 2018 (1439)
- 1º giugno 2019 (1440)
- 20 maggio 2020 (1441)
- 8 maggio 2021 (1442)
- 28 aprile 2022 (1443)
- 18 aprile 2023 (1444)
- 5 aprile 2024 (1445)